# Reilhac, Lot
Reilhac är en kommun i departementet Lot i regionen Occitanien i södra Frankrike. Kommunen ligger i kantonen Livernon som tillhör arrondissementet Figeac. År 2022 hade Reilhac 173 invånare.

## Befolkningsutveckling
Antalet invånare i kommunen Reilhac
| Referens: INSEE |